# 골든 글로브 외국어영화상
골든 글로브 외국어 영화상은 딕 클라크 프로덕션스가 영어가 아닌 언어로 제작된 장편 영화에 수여하는 골든 글로브상이다.
1949년 영화를 대상으로 하는 제7회 골든 글로브상에서 최우수 외국어 영화상으로 처음 도입되었고, 이후 1957년 영화부터 매년 수여되었다. 1948년부터 1972년까지는 미국 외에서 제작된 영어 영화를 대상으로 하는 최우수 영어 외국 영화상 부문과 함께 존재했다. 이 두 부문은 1973년에 언어에 관계없이 비미국 영화에 수여되는 최우수 외국어 영화상으로 통합되었다. 이는 1986년에 다시 최우수 외국어 영화상으로 이름이 변경되면서 역전되었지만, 이 마지막 변경으로 이오지마에서 온 편지와 미나리와 같은 비영어 미국 영화도 후보 자격을 얻게 되었다.
이 상은 원래 미국 외에서 제작된 영어 영화를 대상으로 하는 기존의 최우수 영어 외국 영화상과 동등한 상이었다.
1987년에 이 상의 기준이 변경된 이후, 그 자격 기준은 아카데미 국제영화상보다 훨씬 더 광범위해졌다. 특히 영화는 국가별로 제출되지 않으며, 아카데미상처럼 국가당 하나의 영화로 제한되지도 않는다. 1974년 이전에는 이 상이 드물게 수여되었으며, 매년 여러 영화가 공동으로 수상하기도 했다.
가장 많이 수상한 국가는 영국으로 7편의 영화가 수상했으며, 그 다음은 스페인과 프랑스이다.

## 자격 기준
아카데미 국제영화상과 마찬가지로, 이 상은 후보 자격을 갖춘 영화가 미국에서 개봉될 것을 요구하지 않는다. 이 상의 공식 규칙은 제출된 영화가 최소 70분 이상이어야 하고 대사의 51% 이상이 영어가 아닌 다른 언어여야 하며, "시상식 전 11월 1일부터 12월 31일까지 14개월 동안 원산지에서 처음 개봉"되어야 한다고 명시하고 있다. 검열로 인해 원산지에서 개봉되지 않은 영화는 명시된 기간 동안 미국에서 1주일 개봉하면 자격을 얻는다.
2024년에 할리우드 외신 기자 협회(HFPA)로부터 골든 글로브 시상식을 인수한 딕 클라크 프로덕션스(자회사 골든 글로브스 LLC를 통해)는 HFPA의 관행인 특정 국가에서 제출되는 영화의 수를 제한하지 않는 정책을 계속 유지하고 있다. 이는 매년 각 국가당 하나의 제출만 허용하는 아카데미상의 시상자인 영화 예술 과학 아카데미(AMPAS)의 관행과 다르다.

## 최우수 외국어 외국 영화
- 1949: 자전거 도둑 (영화)(Ladri di biciclette) (이탈리아)
- 1954: 스물 네 개의 눈동자(Nijushi no hitomi) (일본); 노 웨이 백 (1953년 영화)(Weg Ohne Umkehr) (서독); 동백꽃 여인 (1953년 아르헨티나 영화)(The Lady of the Camellias) (아르헨티나); 제네비에브 (영화)(Genevieve) (영국)
- 1955: 오데트(The Word) (덴마크); 스텔라 (1955년 영화)(Stella) (그리스); 아이들, 어머니, 그리고 장군(Kinder, Mutter und Ein General) (서독); Eyes of Children (일본); Curvas peligrosas (Dangerous Curves) (멕시코)
- 1956: 해질녘 전에(Vor Sonnenuntergang) (서독); 검은 옷을 입은 소녀(To Koritsi me ta mavra) (그리스); Roses on the Arm (Taiyo to bara) (일본); 전쟁과 평화 (1956년 영화)(War and Peace) (이탈리아); 하얀 순록(Valkoinen Peura) (핀란드)
- 1957: 펠릭스 크룰의 고백 (영화)(Bekenntnisse des Hochstaplers Felix Krull) (서독); 티조크 (영화)(Tizoc) (멕시코); 노란 까마귀(Kiiroi karasu) (일본)
- 1958: 소녀와 강(L'Eau vive) (프랑스); 일 년을 끈 길(Cesta duga godinu dana) (유고슬라비아); 로즈메리 (1958년 영화)(Das Mädchen Rosemarie) (서독)
- 1959: 다리 (1959년 영화)(Die Brücke) (서독); 흑인 오르페(Orfeu Negro) (브라질/프랑스); 열쇠 (1959년 영화)(Kagi) (일본); 산딸기 (1957년 영화)(Smultronstället) (스웨덴); 우리 멋진 아이들(Wir Wunderkinder) (서독)
- 1960: 처녀의 샘(Jungfrukällan) (스웨덴); 진실 (1960년 영화)(La Vérité) (프랑스)
- 1961: 두 여인 (1960년 이탈리아 영화)(La ciociara) (이탈리아)
- 1962: 이혼: 이탈리언 스타일(Divorzio all'italiana) (이탈리아)
- 1963: 지하실의 멜로디(Mélodie en sous-sol) (프랑스)
- 1964: 이탈리아식 결혼(Matrimonio all'italiana) (이탈리아) 및 살라 샤바티(이스라엘)

참고:
- 각 연도의 수상작은 파란색 배경으로 표시된다.

## 수상자와 후보
1965-1972: 최우수 외국 영화 – 외국어

1973-1985: 최우수 외국 영화

1986–현재: 최우수 외국어 영화

### 1960년대
| 연도                      | 영어 제목                       | 원제                           | 감독                      | 국가                      |
| 최우수 외국 영화 – 외국어 | 최우수 외국 영화 – 외국어       | 최우수 외국 영화 – 외국어      | 최우수 외국 영화 – 외국어 | 최우수 외국 영화 – 외국어 |
| ------------------------- | ------------------------------- | ------------------------------ | ------------------------- | ------------------------- |
| 1965                      | 영혼의 줄리에타                 | Giulietta degli spiriti        | 페데리코 펠리니           | 이탈리아                  |
| 1965                      | 항상 더 멀리                    | Tarahumara, cada vez más lejos | 루이스 알코리자           | 멕시코                    |
| 1965                      | 사랑의 원                       | La ronde                       | 로제 바딤                 | 프랑스                    |
| 1965                      | 붉은 수염                       | 赤ひげ                         | 구로사와 아키라           | 일본                      |
| 1965                      | 쉘부르의 우산                   | Les parapluies de Cherbourg    | 자크 드미                 | 프랑스                    |
| 1966                      | 남과 여 (1966년 영화)           | Un homme et une femme          | 클로드 를루슈             | 프랑스                    |
| 1966                      | 새들, 벌들, 그리고 이탈리아인들 | Signore & signori              | 피에트로 제르미           | 이탈리아                  |
| 1966                      | 햄릿                            | Гамлет                         | 그리고리 코진체프         | 소련                      |
| 1966                      | 토요일엔 불가능해               | Pas question le samedi         | 알렉스 조페               | 프랑스                    |
| 1966                      | 금발 소녀의 사랑                | Lásky jedné plavovlásky        | 밀로스 포만               | 체코슬로바키아            |
| 1967                      | 리브 포 라이프                  | Vivre pour vivre               | 클로드 를루슈             | 프랑스                    |
| 1967                      | 절정                            | 절정                           | 피에트로 제르미           | 이탈리아                  |
| 1967                      | 가까이서 본 기차                | Ostře sledované vlaky          | 이르지 멘젤               | 체코슬로바키아            |
| 1967                      | 엘비라 마디간 (1967년 영화)     | 엘비라 마디간 (1967년 영화)    | 보 비데르베르그           | 스웨덴                    |
| 1967                      | 이방인                          | Lo straniero                   | 루키노 비스콘티           | 이탈리아                  |
| 1968                      | 전쟁과 평화 (영화 시리즈)       | Война и мир                    | 세르게이 본다르추크       | 소련                      |
| 1968                      | 비련의 신부                     | La mariée était en noir        | 프랑수아 트뤼포           | 프랑스                    |
| 1968                      | 해피 집시                       | Skupljači perja                | 알렉산다르 페트로비치     | 유고슬라비아              |
| 1968                      | 수치                            | Skammen                        | 잉마르 베리만             | 스웨덴                    |
| 1968                      | 도둑맞은 키스                   | Baisers volés                  | 프랑수아 트뤼포           | 프랑스                    |
| 1969                      | 제트 (1969년 영화)              | 제트 (1969년 영화)             | 콘스탄티노스 가브라스     | 알제리                    |
| 1969                      | 아달렌 31                       | Ådalen '31                     | 보 비데르베르그           | 스웨덴                    |
| 1969                      | 블라우밀치 운하                 | Te'alat Blaumilch              | 에프라임 키숀             | 이스라엘                  |
| 1969                      | 태양 속의 소녀들                | Κορίτσια στον Ήλιο             | 바실리스 게오르기아디스   | 그리스                    |
| 1969                      | 사타리콘                        | 사타리콘                       | 페데리코 펠리니           | 이탈리아                  |

### 1970년대
| 연도             | 영어 제목                                                          | 원제                                                               | 감독                     | 국가             |
| ---------------- | ------------------------------------------------------------------ | ------------------------------------------------------------------ | ------------------------ | ---------------- |
| 1970             | 빗 속의 방문객                                                     | Le Passager de la Pluie                                            | 르네 클레망              | 프랑스           |
| 1970             | 보살리노                                                           | 보살리노                                                           | 자크 데레                | 이탈리아         |
| 1970             | 고백                                                               | L'aveu                                                             | 콘스탄티노스 가브라스    | 프랑스           |
| 1970             | 비수기 고객                                                        | אורח בעונה מתה                                                     | 모셰 미즈라히            | 프랑스, 이스라엘 |
| 1970             | 완전 범죄                                                          | Indagine su un cittadino al di sopra di ogni sospetto              | 엘리오 페트리            | 이탈리아         |
| 1971             | 경찰관 (1970년 영화)                                               | השוטר אזולאי                                                       | 에프라임 키숀            | 이스라엘         |
| 1971             | 클레르의 무릎                                                      | Le genou de Claire                                                 | 에릭 로메르              | 프랑스           |
| 1971             | 순응자                                                             | Il conformista                                                     | 베르나르도 베르톨루치    | 이탈리아         |
| 1971             | 차이콥스키                                                         | Чайковский                                                         | 이고르 탈란킨            | 소련             |
| 1971             | 사랑으로 죽다                                                      | Mourir d'aimer                                                     | 앙드레 카야트            | 프랑스           |
| 1972             | 우트반드라나                                                       | Utvandrarna                                                        | 얀 트로엘                | 스웨덴           |
| 1972             | 뉴 랜드                                                            | Nybyggarna                                                         | 얀 트로엘                | 스웨덴           |
| 1972             | 외침과 속삭임                                                      | Viskningar och rop                                                 | 잉마르 베리만            | 스웨덴           |
| 1972             | 부르주아의 은밀한 매력                                             | Le charme discret de la bourgeoisie                                | 루이스 부뉴엘            | 프랑스           |
| 1972             | 미라지                                                             | Espejismo                                                          | 아르만도 로블레스 고도이 | 페루             |
| 1972             | 로마                                                               | 로마                                                               | 페데리코 펠리니          | 이탈리아         |
| 최우수 외국 영화 |                                                                    |                                                                    |                          |                  |
| 1973             | 고독한 보행자                                                      | Der Fußgänger                                                      | 막시밀리안 셸            | 서독             |
| 1973             | 알프레도, 알프레도                                                 | 알프레도, 알프레도                                                 | 피에트로 제르미          | 이탈리아         |
| 1973             | 아메리카의 밤                                                      | La nuit américaine                                                 | 프랑수아 트뤼포          | 프랑스           |
| 1973             | 카자블란                                                           | 카자블란                                                           | 메나헴 골란              | 이스라엘         |
| 1973             | 계엄령                                                             | État de siège                                                      | 콘스탄티노스 가브라스    | 프랑스           |
| 1974             | 결혼의 풍경                                                        | Scener ur ett äktenskap                                            | 잉마르 베리만            | 스웨덴           |
| 1974             | 우리 아빠는 해결사                                                 | Les aventures de Rabbi Jacob                                       | 제라르 우리              | 프랑스           |
| 1974             | 더디 크레이비츠의 수습 기간                                        | 더디 크레이비츠의 수습 기간                                        | 테드 코체프              |                  |
| 1974             | 아마코드                                                           | 아마코드                                                           | 페데리코 펠리니          | 이탈리아         |
| 1974             | 라콤 루시앙                                                        | 라콤 루시앙                                                        | 루이 말                  | 프랑스           |
| 1975             | 아버지가 내게 한 거짓말                                            | 아버지가 내게 한 거짓말                                            | 얀 카다르                | 캐나다           |
| 1975             | 그리고 이제 나의 사랑                                              | Toute une vie                                                      | 클로드 를루슈            | 프랑스           |
| 1975             | 헤다                                                               | 헤다                                                               | 트레버 넌                | 영국             |
| 1975             | 마법 피리                                                          | Trollflöjten                                                       | 잉마르 베리만            | 스웨덴           |
| 1975             | 특별한 구역                                                        | Section spéciale                                                   | 콘스탄티노스 가브라스    | 프랑스           |
| 1976             | 고독한 여심                                                        | Ansikte mot ansikte                                                | 잉마르 베리만            | 스웨덴           |
| 1976             | 사촌들                                                             | 사촌들                                                             | 장샤를 타켈라            | 프랑스           |
| 1976             | 포켓 머니                                                          | L'argent de poche                                                  | 프랑수아 트뤼포          | 프랑스           |
| 1976             | 세븐 뷰티스                                                        | Pasqualino Settebellezze                                           | 리나 베르트뮐러          | 이탈리아         |
| 1976             | 신데렐라와 장미(The Slipper and the Rose: The Story of Cinderella) | 신데렐라와 장미(The Slipper and the Rose: The Story of Cinderella) | 브라이언 포브스          | 영국             |
| 1977             | 특별한 날                                                          | Una giornata particolare                                           | 에토레 스콜라            | 이탈리아         |
| 1977             | 코끼리는 정말 기만적일 수 있다                                     | Un éléphant ça trompe énormément                                   | 이브 로베르              | 프랑스           |
| 1977             | 마담 로자                                                          | La vie devant soi                                                  | 모셰 미즈라히            | 프랑스           |
| 1977             | 욕망의 모호한 대상                                                 | Cet obscur objet du désir                                          | 루이스 부뉴엘            | 프랑스           |
| 1977             | 까마귀 키우기                                                      | Cría cuervos                                                       | 카를로스 사우라          | 스페인           |
| 1978             | 가을 소나타 (영화)                                                 | Höstsonaten                                                        | 잉마르 베리만            | 스웨덴           |
| 1978             | 나일 강의 죽음                                                     | 나일 강의 죽음                                                     | 존 길러민                | 잉글랜드         |
| 1978             | 도냐 플로르와 두 명의 남편                                         | Dona Flor e seus dois maridos                                      | 브루노 바레토            | 브라질           |
| 1978             | 열정의 꿈                                                          | Κραυγή Γυναικών                                                    | 줄스 다신                | 그리스           |
| 1978             | 손수건을 꺼내라                                                    | Préparez vos mouchoirs                                             | 베르트랑 블리에          | 프랑스           |
| 1978             | 계속 가기                                                          | Eskimo Limon                                                       | 보아즈 데이비드슨        | 이스라엘         |
| 1979             | 새장 속의 광대                                                     | La cage aux folles                                                 | 에두아르 몰리나로        | 프랑스, 이탈리아 |
| 1979             | 마리아 브라운의 결혼                                               | Die Ehe der Maria Braun                                            | 라이너 베르너 파스빈더   | 서독             |
| 1979             | 유럽인들                                                           | 유럽인들                                                           | 제임스 아이보리          | 영국             |
| 1979             | 결혼 전까지 이별                                                   | Mio Dio come sono caduta in basso!                                 | 루이지 코멘치니          | 이탈리아         |
| 1979             | 서바이벌 런                                                        | Soldaat van Oranje                                                 | 파울 페르후번            | 네덜란드         |

### 1980년대
| 연도               | 영어 제목               | 원제                                     | 감독                          | 국가           |
| ------------------ | ----------------------- | ---------------------------------------- | ----------------------------- | -------------- |
| 1980               | 테스 (영화)             | 테스 (영화)                              | 로만 폴란스키                 | 영국           |
| 1980               | 파괴자 모랜트           | 파괴자 모랜트                            | 브루스 베리스퍼드             | 오스트레일리아 |
| 1980               | 마지막 지하철           | Le dernier métro                         | 프랑수아 트뤼포               | 프랑스         |
| 1980               | 나의 화려한 인생        | 나의 화려한 인생                         | 질리언 암스트롱               | 오스트레일리아 |
| 1980               | 카케무샤                | 影武者                                   | 구로사와 아키라               | 일본           |
| 1980               | 특별 대우               | Poseban tretman                          | 고란 파스칼레비치             | 유고슬라비아   |
| 1981               | 불의 전차               | 불의 전차                                | 휴 허드슨                     | 영국           |
| 1981               | 아틀란틱 시티           | 아틀란틱 시티                            | 루이 말                       | 캐나다         |
| 1981               | 특전 유보트             | Das Boot                                 | 볼프강 페테르젠               | 서독           |
| 1981               | 갈리폴리                | 갈리폴리                                 | 피터 위어                     | 오스트레일리아 |
| 1981               | 피쇼테                  | Pixote: A lei do mais fraco              | 엑토르 바벤코                 | 브라질         |
| 1982               | 간디 (영화)             | 간디 (영화)                              | 리처드 애튼버러               | 인도           |
| 1982               | 피츠카랄도              | 피츠카랄도                               | 베르너 헤어초크               | 서독           |
| 1982               | 스노위 리버에서 온 남자 | 스노위 리버에서 온 남자                  | 조지 T. 밀러                  | 오스트레일리아 |
| 1982               | 불을 찾아서             | La guerre du feu                         | 장자크 아노                   | 캐나다         |
| 1982               | 라 트라비아타           | 라 트라비아타                            | 프란코 체피렐리               | 이탈리아       |
| 1982               | 욜                      | Yol                                      | 이을마즈 귀네이 & 셰리프 괴렌 | 스위스         |
| 1983               | 화니와 알렉산더         | Fanny och Alexander                      | 잉마르 베리만                 | 스웨덴         |
| 1983               | 카르멘                  | 카르멘                                   | 카를로스 사우라               | 스페인         |
| 1983               | 멋진 드레서             | 멋진 드레서                              | 피터 예이츠                   | 영국           |
| 1983               | 리타 길들이기           | 리타 길들이기                            | 루이스 길버트                 | 영국           |
| 1983               | 회색 여우               | 회색 여우                                | 필립 보소즈                   | 캐나다         |
| 1984               | 인도로 가는 길          | 인도로 가는 길                           | 데이비드 린                   | 영국           |
| 1984               | 카르멘                  | 카르멘                                   | 프란체스코 로시               | 프랑스         |
| 1984               | 위험한 행마             | La diagonale du fou                      | 리차드 뎀보                   | 스위스         |
| 1984               | 파리, 텍사스            | 파리, 텍사스                             | 빔 벤더스                     | 프랑스, 독일   |
| 1984               | 시골의 어느 하루        | Un dimanche à la campagne                | 베르트랑 타베르니에           | 프랑스         |
| 1985               | 오피셜 스토리           | La historia oficial                      | 루이스 푸엔소                 | 아르헨티나     |
| 1985               | 레들 대령               | Oberst Redl                              | 서보 이슈트반                 | 헝가리         |
| 1985               | 란                      | 乱                                       | 구로사와 아키라               | 일본           |
| 1985               | 아버지가 출장 가셨을 때 | Otac na sluzbenom putu                   | 에미르 쿠스투리차             | 유고슬라비아   |
| 1985               | 조용한 태양의 해        | Rok spokojnego słońca                    | 크쥐시토프 자누시             | 폴란드         |
| 최우수 외국어 영화 |                         |                                          |                               |                |
| 1986               | 한밤의 암살자           | De aanslag                               | 폰스 라드메이커스             | 네덜란드       |
| 1986               | 베티 블루               | 37°2 le matin                            | 장자크 베네익스               | 프랑스         |
| 1986               | 진저와 프레드           | Ginger e Fred                            | 페데리코 펠리니               | 이탈리아       |
| 1986               | 오텔로                  |                                          | 페데리코 펠리니               | 이탈리아       |
| 1986               | 세 남자와 아기 바구니   | 3 hommes et un couffin                   | 콜린 세로                     | 프랑스         |
| 1987               | 개 같은 내 인생         | Mitt liv som hund                        | 라세 할스트룀                 | 스웨덴         |
| 1987               | 검은 눈동자             | Oci ciornie                              | 니키타 미할코프               | 이탈리아       |
| 1987               | 굿바이 칠드런           | Au revoir, les enfants                   | 루이 말                       | 프랑스         |
| 1987               | 마농의 샘               | 마농의 샘                                | 클로드 베리                   | 프랑스         |
| 1987               | 후회                    | მონანიება                                | 텐기즈 아불라제               | 소련           |
| 1988               | 정복자 펠레             | Pelle erobreren                          | 빌레 아우구스트               | 덴마크         |
| 1988               | 바베트의 만찬           | Babettes gæstebud                        | 가브리엘 악셀                 | 덴마크         |
| 1988               | 하누센                  | 하누센                                   | 서보 이슈트반                 | 헝가리         |
| 1988               | 살람 봄베이             | 살람 봄베이                              | 미라 나이어                   | 인도           |
| 1988               | 신경쇠약 직전의 여자    | Mujeres al borde de un ataque de nervios | 페드로 알모도바르             | 스페인         |
| 1989               | 시네마 천국             | Nuovo cinema Paradiso                    | 주세페 토르나토레             | 이탈리아       |
| 1989               | 까미유 끌로델           | 까미유 끌로델                            | 브루노 뉘탕                   | 프랑스         |
| 1989               | 몬트리올 예수           | Jésus de Montréal                        | 드니 아르캉                   | 캐나다         |
| 1989               | 나의 삼촌의 유산        | Život sa stricem                         | 크르스토 파피치               | 유고슬라비아   |
| 1989               | 여자 이야기             | Une affaire de femmes                    | 클로드 샤브롤                 | 프랑스         |

### 1990년대
| 연도 | 영어 제목              | 원제                                    | 감독                      | 국가       |
| ---- | ---------------------- | --------------------------------------- | ------------------------- | ---------- |
| 1990 | 시라노 (1990년 영화)   | 시라노 (1990년 영화)                    | 장폴 라프노               | 프랑스     |
| 1990 | 꿈                     | 夢                                      | 구로사와 아키라           | 일본       |
| 1990 | 더 걸                  | Das schreckliche Mädchen                | 미하엘 페어회벤           | 서독       |
| 1990 | 도미니크를 위한 진혼곡 | Requiem für Dominik                     | 로버트 도른헬름           | 오스트리아 |
| 1990 | 택시 블루스            | Такси-блюз                              | 파벨 룽긴                 | 소련       |
| 1991 | 유로파 유로파          | 유로파 유로파                           | 아그니에슈카 홀란트       | 독일       |
| 1991 | 베로니카의 이중 생활   | La double vie de Véronique              | 크쥐시토프 키에슬로프스키 | 프랑스     |
| 1991 | 하이힐                 | Tacones lejanos                         | 페드로 알모도바르         | 스페인     |
| 1991 | 마담 보바리            | 마담 보바리                             | 클로드 샤브롤             | 프랑스     |
| 1991 | 니키타                 | Nikita                                  | 뤼크 베송                 | 프랑스     |
| 1991 | 시베리아에서 길을 잃다 | Zateryannyy v Sibiri                    | 알렉산더 미타             | 소련       |
| 1992 | 인도차이나             | 인도차이나                              | 레지스 바그니에           | 프랑스     |
| 1992 | 세상의 모든 아침       | Tous les matins du monde                | 알랭 코르노               | 프랑스     |
| 1992 | 우르가                 | Urga                                    | 니키타 미할코프           | 러시아     |
| 1992 | 달콤 쌉사름한 초콜릿   | Como agua para chocolate                | 알폰소 아라우             | 멕시코     |
| 1992 | 슈톤크                 | 슈톤크                                  | 헬무트 디에틀             | 독일       |
| 1993 | 패왕별희 (영화)        | 霸王別姬                                | 천카이거                  | 홍콩       |
| 1993 | 순수의 비행            | La corsa dell'innocente                 | 카를로 카를레이           | 이탈리아   |
| 1993 | 정의                   | Justiz                                  | 한스 W. 가이센되르퍼      | 독일       |
| 1993 | 세 가지 색: 블루       | Trois couleurs: Bleu                    | 크쥐시토프 키에슬로프스키 | 프랑스     |
| 1993 | 결혼 피로연            | 喜宴                                    | 리안                      | 대만       |
| 1994 | 파리넬리 (영화)        | 파리넬리 (영화)                         | 제라르 코르비오           | 벨기에     |
| 1994 | 음식남녀               | 飲食男女                                | 리안                      | 대만       |
| 1994 | 인생                   | 活著                                    | 장이머우                  | 중국       |
| 1994 | 여왕 마고              | La reine Margot                         | 파트리스 셰로             | 프랑스     |
| 1994 | 세 가지 색: 레드       | Trois couleurs: Rouge                   | 크쥐시토프 키에슬로프스키 | 스위스     |
| 1995 | 레 미제라블            | 레 미제라블                             | 클로드 를루슈             | 프랑스     |
| 1995 | 잠자는 형제            | Schlafes Bruder                         | 요제프 빌스마이어         | 독일       |
| 1995 | 프랑스 트위스트        | Gazon maudit                            | 조지안 발라스코           | 프랑스     |
| 1995 | 두 악어처럼            | Come due coccodrilli                    | 자코모 캄피오티           | 이탈리아   |
| 1995 | 트라이어드             | 搖啊搖，搖到外婆橋                      | 장이머우                  | 중국       |
| 1996 | 콜리야                 | Kolja                                   | 얀 스베락                 | 체코       |
| 1996 | 제8요일                | Le huitième jour                        | 자코 반도르말             | 벨기에     |
| 1996 | 루나와 다른 여자       | 루나와 다른 여자                        | 마우리치오 니케티         | 이탈리아   |
| 1996 | 산악죄수               | Кавказский пленник / Kavkazskiy plennik | 세르게이 보드로프         | 러시아     |
| 1996 | 리디큘                 | 리디큘                                  | 파트리스 르콩트           | 프랑스     |
| 1997 | 나의 장미빛 인생       | Ma vie en rose                          | 알랭 베를리너             | 벨기에     |
| 1997 | 아르테미시아           | 아르테미시아                            | 아녜스 메를레             | 프랑스     |
| 1997 | 베스트 맨              | Il testimone dello sposo                | 푸피 아바티               | 이탈리아   |
| 1997 | 레아                   | 레아                                    | 이반 필라                 | 독일       |
| 1997 | 도둑                   | Вор                                     | 파벨 추크라이             | 러시아     |
| 1998 | 중앙역 (영화)          | Central do Brasil                       | 바우테르 살리스           | 브라질     |
| 1998 | 셀레브레이션           | Festen                                  | 토마스 빈터베르           | 덴마크     |
| 1998 | 총을 든 남자들         | 총을 든 남자들                          | 존 세일스                 | 미국       |
| 1998 | 폴란드 신부            | De Poolse bruid                         | 카림 트라이디아           | 네덜란드   |
| 1998 | 탱고                   | Tango, no me dejes nunca                | 카를로스 사우라           | 아르헨티나 |
| 1999 | 내 어머니의 모든 것    | Todo sobre mi madre                     | 페드로 알모도바르         | 스페인     |
| 1999 | 에이미와 야구아        | 에이미와 야구아                         | 막스 패버뵈크             | 독일       |
| 1999 | 동쪽 서쪽              | Est-Ouest                               | 레지스 바그니에           | 프랑스     |
| 1999 | 걸 온 더 브릿지        | La fille sur le pont                    | 파트리스 르콩트           | 프랑스     |
| 1999 | 레드 바이올린          | Le violon rouge                         | 프랑수아 지라르           | 캐나다     |

### 2000년대
| 연도 | 영어 제목                     | 원제                                    | 감독                           | 국가                  |
| ---- | ----------------------------- | --------------------------------------- | ------------------------------ | --------------------- |
| 2000 | 와호장룡                      | 臥虎藏龍                                | 리안                           | 대만                  |
| 2000 | 아모레스 페로스               | 아모레스 페로스                         | 알레한드로 곤살레스 이냐리투   | 멕시코                |
| 2000 | 말레나                        | 말레나                                  | 주세페 토르나토레              | 이탈리아              |
| 2000 | 백번의 걸음                   | I cento passi                           | 마르코 툴리오 조르다나         | 이탈리아              |
| 2000 | 상 피에르의 과부              | La veuve de Saint-Pierre                | 파트리스 르콩트                | 프랑스                |
| 2001 | 노 맨스 랜드                  | 노 맨스 랜드                            | 다니스 타노비치                | 보스니아 헤르체고비나 |
| 2001 | 아멜리에                      | Le fabuleux destin d'Amélie Poulain     | 장피에르 죄네                  | 프랑스                |
| 2001 | 태양의 저편                   | Abril despedaçado                       | 바우테르 살리스                | 브라질                |
| 2001 | 몬순 웨딩                     | 몬순 웨딩                               | 미라 나이어                    | 인도                  |
| 2001 | 이 투 마마 탐비엔             | 이 투 마마 탐비엔                       | 알폰소 쿠아론                  | 멕시코                |
| 2002 | 그녀에게                      | Hable con ella                          | 페드로 알모도바르              | 스페인                |
| 2002 | 발자크와 바느질하는 중국 소녀 | Balzac et la petite tailleuse chinoise  | 다이 시지에                    | 프랑스                |
| 2002 | 시티 오브 갓 (2002년 영화)    | Cidade de Deus                          | 페르난두 메이렐리스            | 브라질                |
| 2002 | 아마로 신부의 범죄            | El crimen del padre Amaro               | 카를로스 카레라                | 멕시코                |
| 2002 | 영웅                          | 英雄                                    | 장이머우                       | 중국                  |
| 2002 | 러브 인 아프리카              | Nirgendwo in Afrika                     | 카롤리네 링크                  | 독일                  |
| 2003 | 천상의 소녀                   | أسامة                                   | 시디크 바르막                  | 아프가니스탄          |
| 2003 | 야만적 침략                   | Les invasions barbares                  | 드니 아르캉                    | 캐나다                |
| 2003 | 굿바이 레닌                   | 굿바이 레닌                             | 볼프강 베커                    | 독일                  |
| 2003 | 메시어 이브라임               | Monsieur Ibrahim et les fleurs du Coran | 프랑수아 뒤페롱                | 프랑스                |
| 2003 | 리턴                          | Возвращение                             | 안드레이 즈뱌긴체프            | 러시아                |
| 2004 | 씨 인사이드                   | Mar adentro                             | 알레한드로 아메나바르          | 스페인                |
| 2004 | 코러스                        | Les choristes                           | 크리스토프 바라티에            | 프랑스                |
| 2004 | 연인                          | 十面埋伏                                | 장이머우                       | 중국                  |
| 2004 | 모터싸이클 다이어리           | Diários de Motocicleta                  | 바우테르 살리스                | 아르헨티나, 브라질    |
| 2004 | 인게이지먼트                  | Un long dimanche de fiançailles         | 장피에르 죄네                  | 프랑스                |
| 2005 | 천국을 향하여                 | الجنّة الآن                              | 하니 아부아사드                | 팔레스타인            |
| 2005 | 쿵푸 허슬                     | 功夫 / Kung fu                          | 주성치                         | 중국                  |
| 2005 | 메리 크리스마스               | Joyeux Noël                             | 크리스티앙 카리옹              | 프랑스                |
| 2005 | 무극                          | 無極                                    | 천카이거                       | 중국                  |
| 2005 | 갱스터 초치                   | 갱스터 초치                             | 개빈 후드                      | 남아프리카 공화국     |
| 2006 | 이오지마에서 온 편지          | 이오지마에서 온 편지                    | 클린트 이스트우드              | 미국                  |
| 2006 | 아포칼립토                    | 아포칼립토                              | 멜 깁슨                        | 미국                  |
| 2006 | 타인의 삶                     | Das Leben der Anderen                   | 플로리안 헨켈 폰 도너스마르크  | 독일                  |
| 2006 | 판의 미로                     | El laberinto del fauno                  | 기예르모 델 토로               | 멕시코                |
| 2006 | 귀향 (2006년 영화)            | 귀향 (2006년 영화)                      | 페드로 알모도바르              | 스페인                |
| 2007 | 잠수종과 나비                 | Le scaphandre et le papillon            | 줄리언 슈나벨                  | 프랑스, 미국          |
| 2007 | 4개월, 3주... 그리고 2일      | 4 luni, 3 săptămâni şi 2 zile           | 크리스티안 문지우              | 루마니아              |
| 2007 | 연을 쫓는 아이                | 연을 쫓는 아이                          | 마르크 포르스터                | 미국                  |
| 2007 | 색, 계                        | 色, 戒                                  | 리안                           | 대만                  |
| 2007 | 페르세폴리스                  | 페르세폴리스                            | 뱅상 파로노 및 마르잔 사트라피 | 프랑스                |
| 2008 | 바시르와 왈츠를               | ואלס עם באשיר                           | 아리 폴만                      | 이스라엘              |
| 2008 | 바더 마인호프                 | Der Baader Meinhof Komplex              | 울리 에델                      | 독일                  |
| 2008 | 영원한 순간                   | Maria Larssons eviga ögonblick          | 얀 트로엘                      | 스웨덴, 덴마크        |
| 2008 | 고모라                        | Gomorra                                 | 마테오 가로네                  | 이탈리아              |
| 2008 | 당신을 오랫동안 사랑했어요    | Il y a longtemps que je t'aime          | 필리프 클로델                  | 프랑스                |
| 2009 | 하얀 리본                     | Das weiße Band                          | 미하엘 하네케                  | 독일                  |
| 2009 | 바아리아                      | 바아리아                                | 주세페 토르나토레              | 이탈리아              |
| 2009 | 브로큰 임브레이스             | Los abrazos rotos                       | 페드로 알모도바르              | 스페인                |
| 2009 | 하녀                          | La Nana                                 | 세바스티안 실바                | 칠레                  |
| 2009 | 예언자                        | Un prophète                             | 자크 오디아르                  | 프랑스                |

### 2010년대
| 연도 | 영어 제목                          | 원제                              | 감독                                | 국가                       |
| ---- | ---------------------------------- | --------------------------------- | ----------------------------------- | -------------------------- |
| 2010 | 인 어 베러 월드                    | Hævnen                            | 수사네 비르                         | 덴마크                     |
| 2010 | 비우티풀                           | 비우티풀                          | 알레한드로 곤살레스 이냐리투        | 스페인, 멕시코             |
| 2010 | 더 콘서트                          | Le Concert                        | 라두 미하일레아누                   | 프랑스                     |
| 2010 | 시베리아 횡단열차: 대탈주          | Край                              | 알렉세이 우치텔                     | 러시아                     |
| 2010 | 아이 엠 러브                       | Io Sono L'amore                   | 루카 구아다니노                     | 이탈리아                   |
| 2011 | 씨민과 나데르의 별거               | جدایی نادر از سیمین               | 아시가르 파르하디                   | 이란                       |
| 2011 | 피와 꿀의 땅에서                   | 피와 꿀의 땅에서                  | 안젤리나 졸리                       | 미국                       |
| 2011 | 진링의 13소녀                      | 金陵十三钗                        | 장이머우                            | 중국                       |
| 2011 | 자전거 탄 소년                     | Le Gamin au vélo                  | 장피에르 & 뤼크 다르덴              | 벨기에                     |
| 2011 | 내가 사는 피부                     | La piel que habito                | 페드로 알모도바르                   | 스페인                     |
| 2012 | 아무르                             | 아무르                            | 미하엘 하네케                       | 오스트리아                 |
| 2012 | 로얄 어페어                        | En kongelig affære                | 니콜라이 아르셀                     | 덴마크                     |
| 2012 | 언터처블: 1%의 우정                | Intouchables                      | 에리크 톨레다노와 올리비에르 나카슈 | 프랑스                     |
| 2012 | 러스트 앤 본                       | De rouille et d'os                | 자크 오디아르                       | 프랑스                     |
| 2012 | 콘티키: 위대한 항해                | 콘티키: 위대한 항해               | 요아킴 뢴닝 & 에스펜 산베르그       | 노르웨이, 영국, 덴마크     |
| 2013 | 더 그레이트 뷰티                   | La grande bellezza                | 파올로 소렌티노                     | 이탈리아                   |
| 2013 | 가장 따뜻한 색, 블루               | La Vie d'Adèle – Chapitres 1 & 2  | 압둘라티프 케시시                   | 프랑스                     |
| 2013 | 더 헌트                            | Jagten                            | 토마스 빈터베르                     | 덴마크                     |
| 2013 | 아무도 머물지 않았다               | Le Passé                          | 아시가르 파르하디                   | 이란                       |
| 2013 | 바람이 분다                        | 風立ちぬ                          | 미야자키 하야오                     | 일본                       |
| 2014 | 리바이어던                         | Левиафан                          | 안드레이 즈뱌긴체프                 | 러시아                     |
| 2014 | 이다                               | 이다                              | 파베우 파블리코프스키               | 폴란드                     |
| 2014 | 텐저린즈                           | მანდარინები                       | 자자 우루샤제                       | 에스토니아                 |
| 2014 | 포스 마쥬어: 화이트 베케이션       | Turist                            | 루벤 외스틀룬드                     | 스웨덴                     |
| 2014 | 겟, 더 트라이얼 오브 비비안 암살렘 | גט - המשפט של ויויאן אמסלם        | 로니트 엘카베츠                     | 이스라엘                   |
| 2015 | 사울의 아들                        | Saul fia                          | 네메시 옐레시 라슬로                | 헝가리                     |
| 2015 | 이웃집에 신이 산다                 | Le Tout Nouveau Testament         | 자코 반도르말                       | 벨기에, 프랑스, 룩셈부르크 |
| 2015 | 더 클럽                            | El Club                           | 파블로 라라인                       | 칠레                       |
| 2015 | 더 펜서                            | Miekkailija / Vehkleja            | 클라우스 해뢰                       | 핀란드, 에스토니아         |
| 2015 | 무스탕: 랄리의 여름                | 무스탕: 랄리의 여름               | 데니즈 감제 에르귀벤                | 프랑스                     |
| 2016 | 엘르                               | 엘르                              | 파울 페르후번                       | 프랑스                     |
| 2016 | 디빈: 여신들                       | 디빈: 여신들                      | 우다 베니아미나                     | 프랑스                     |
| 2016 | 네루다                             | 네루다                            | 파블로 라라인                       | 칠레                       |
| 2016 | 세일즈맨                           | فروشنده                           | 아시가르 파르하디                   | 이란                       |
| 2016 | 토니 에르트만                      | 토니 에르트만                     | 마렌 아데                           | 독일                       |
| 2017 | 심판                               | Aus dem Nichts                    | 파티흐 아킨                         | 독일                       |
| 2017 | 판타스틱 우먼                      | Una Mujer Fantástica              | 세바스티안 렐리오                   | 칠레                       |
| 2017 | 그들이 아버지를 죽였다             | 그들이 아버지를 죽였다            | 안젤리나 졸리                       | 캄보디아                   |
| 2017 | 러브리스                           | Нелюбовь                          | 안드레이 즈뱌긴체프                 | 러시아                     |
| 2017 | 더 스퀘어                          | 더 스퀘어                         | 루벤 외스틀룬드                     | 스웨덴                     |
| 2018 | 로마                               | 로마                              | 알폰소 쿠아론                       | 멕시코                     |
| 2018 | 가버나움                           | کفرناحوم                          | 나딘 라바키                         | 레바논                     |
| 2018 | 걸                                 | 걸                                | 뤼카스 돈트                         | 벨기에                     |
| 2018 | 작가 미상                          | Werk ohne Autor                   | 플로리안 헨켈 폰 도너스마르크       | 독일                       |
| 2018 | 어느 가족                          | 万引き家族                        | 고레에다 히로카즈                   | 일본                       |
| 2019 | 기생충                             | 기생충                            | 봉준호                              | 대한민국                   |
| 2019 | 페어웰                             | 페어웰                            | 룰루 왕                             | 미국                       |
| 2019 | 레 미제라블                        | 레 미제라블                       | 라지 리                             | 프랑스                     |
| 2019 | 페인 앤 글로리                     | Dolor y gloria                    | 페드로 알모도바르                   | 스페인                     |
| 2019 | 타오르는 여인의 초상               | Portrait de la jeune fille en feu | 셀린 시아마                         | 프랑스                     |

### 2020년대
| 연도 | 영어 제목                      | 원제                           | 감독                 | 국가                 |
| ---- | ------------------------------ | ------------------------------ | -------------------- | -------------------- |
| 2020 | 미나리                         | 미나리                         | 정이삭               | 미국                 |
| 2020 | 어나더 라운드                  | Druk                           | 토마스 빈터베르      | 덴마크               |
| 2020 | 라 요로나                      | 라 요로나                      | 하이로 부스타만테    | 과테말라             |
| 2020 | 자기 앞의 생                   | La vita davanti a sé           | 에도아르도 폰티      | 이탈리아             |
| 2020 | 우리, 둘                       | Deux                           | 필리포 메네게티      | 프랑스               |
| 2021 | 드라이브 마이 카 (영화)        | ドライブ・マイ・カー           | 하마구치 류스케      | 일본                 |
| 2021 | 6번 칸                         | Hytti nro 6                    | 유호 쿠오스마넨      | 독일, 핀란드, 러시아 |
| 2021 | 신의 손 (2021년 영화)          | È stata la mano di Dio         | 파올로 소렌티노      | 이탈리아             |
| 2021 | 어떤 영웅                      | قهرمان                         | 아시가르 파르하디    | 프랑스, 이란         |
| 2021 | 패러렐 마더스                  | Madres paralelas               | 페드로 알모도바르    | 스페인               |
| 2022 | 아르헨티나, 1985년             | 아르헨티나, 1985년             | 산티아고 미트레      | 아르헨티나           |
| 2022 | 서부 전선 이상 없다            | Im Westen nichts Neues         | 에드바르트 베르거    | 독일                 |
| 2022 | 클로즈                         | 클로즈                         | 뤼카스 돈트          | 벨기에               |
| 2022 | 헤어질 결심                    | 헤어질 결심                    | 박찬욱               | 대한민국             |
| 2022 | RRR: 라이즈 로어 리볼트        | RRR: 라이즈 로어 리볼트        | S. S. 라자몰리       | 인도                 |
| 2023 | 추락의 해부                    | Anatomie d'une chute           | 쥐스틴 트리에        | 프랑스               |
| 2023 | 사랑은 낙엽을 타고             | Kuolleet lehdet                | 아키 카우리스마키    | 핀란드               |
| 2023 | 이오 카피타노                  | 이오 카피타노                  | 마테오 가로네        | 이탈리아             |
| 2023 | 패스트 라이브즈                | 패스트 라이브즈                | 셀린 송              | 미국                 |
| 2023 | 안데스 설원의 생존자들         | La sociedad de la nieve        | 후안 안토니오 바요나 | 스페인               |
| 2023 | 존 오브 인터레스트             | 존 오브 인터레스트             | 조너선 글레이저      | 영국, 폴란드         |
| 2024 | 에밀리아 페레즈                | 에밀리아 페레즈                | 자크 오디아르        | 프랑스               |
| 2024 | 우리가 빛이라 상상하는 모든 것 | 우리가 빛이라 상상하는 모든 것 | 파얄 카파디아        | 인도                 |
| 2024 | 바늘을 든 소녀                 | Pigen med nålen                | 마그누스 폰 혼       | 덴마크               |
| 2024 | 계엄령의 기억                  | Ainda Estou Aqui               | 바우테르 살리스      | 브라질               |
| 2024 | 신성한 나무의 씨앗             | دانه‌ی انجیر معابد              | 모함마드 라술로프    | 독일                 |
| 2024 | 베르밀리오                     | 베르밀리오                     | 마우라 델페로        | 이탈리아             |

## 다수 수상자
아홉 명의 감독이 여러 차례 수상했다.
| 수상 횟수 | 감독                |
| --------- | ------------------- |
| 6         | 잉마르 베리만       |
| 3         | 비토리오 데 시카    |
| 3         | 클로드 를루슈       |
| 2         | 페드로 알모도바르   |
| 2         | 미할리스 카코야니스 |
| 2         | 미하엘 하네케       |
| 2         | 쿠르트 호프만       |
| 2         | 키노시타 케이스케   |
| 2         | 얀 트로엘           |

## 같이 보기
- 영국 아카데미 외국어 영화상
- 크리틱스 초이스 영화상 외국어 영화상
- 아카데미 국제영화상 (아카데미 국제영화상 수상작 및 후보작 목록)
- 새턴상 국제 영화상